# Boanamary
Boanamary is een plaats en commune in het noordwesten van Madagaskar, behorend tot het district Mahajanga II, dat gelegen is in de regio Boeny. Tijdens een volkstelling in 2001 telde de plaats 10.298 inwoners.
Bij de plaats bevindt zich een rivierhaven. De plaats biedt naast lager onderwijs ook middelbaar onderwijs aan. 35,5 % van de bevolking werkt als landbouwer, 0,5 % houdt zich bezig met veeteelt en 60 % verdient zijn brood als visser. Het belangrijkste landbouwproduct is maniok; andere belangrijke producten zijn mais, uien, chilipeper en tomaten. Verder is 2% actief in de dienstensector en heeft 2% een baan in de industrie.